# Dziwolotek flagopióry
Dziwolotek flagopióry, lelek flagopióry (Caprimulgus longipennis) – gatunek średniej wielkości ptaka z rodziny lelkowatych (Caprimulgidae). Zasiedla Afrykę na południe od Sahary i na północ od równika. Nie wyróżnia się podgatunków.

## Zasięg występowania
Dziwolotek flagopióry występuje od Senegalu i Gambii po Liberię i na wschód po Sudan Południowy i Ugandę. Zimuje w strefie Sahelu na północ od obszarów lęgowych.

## Morfologia

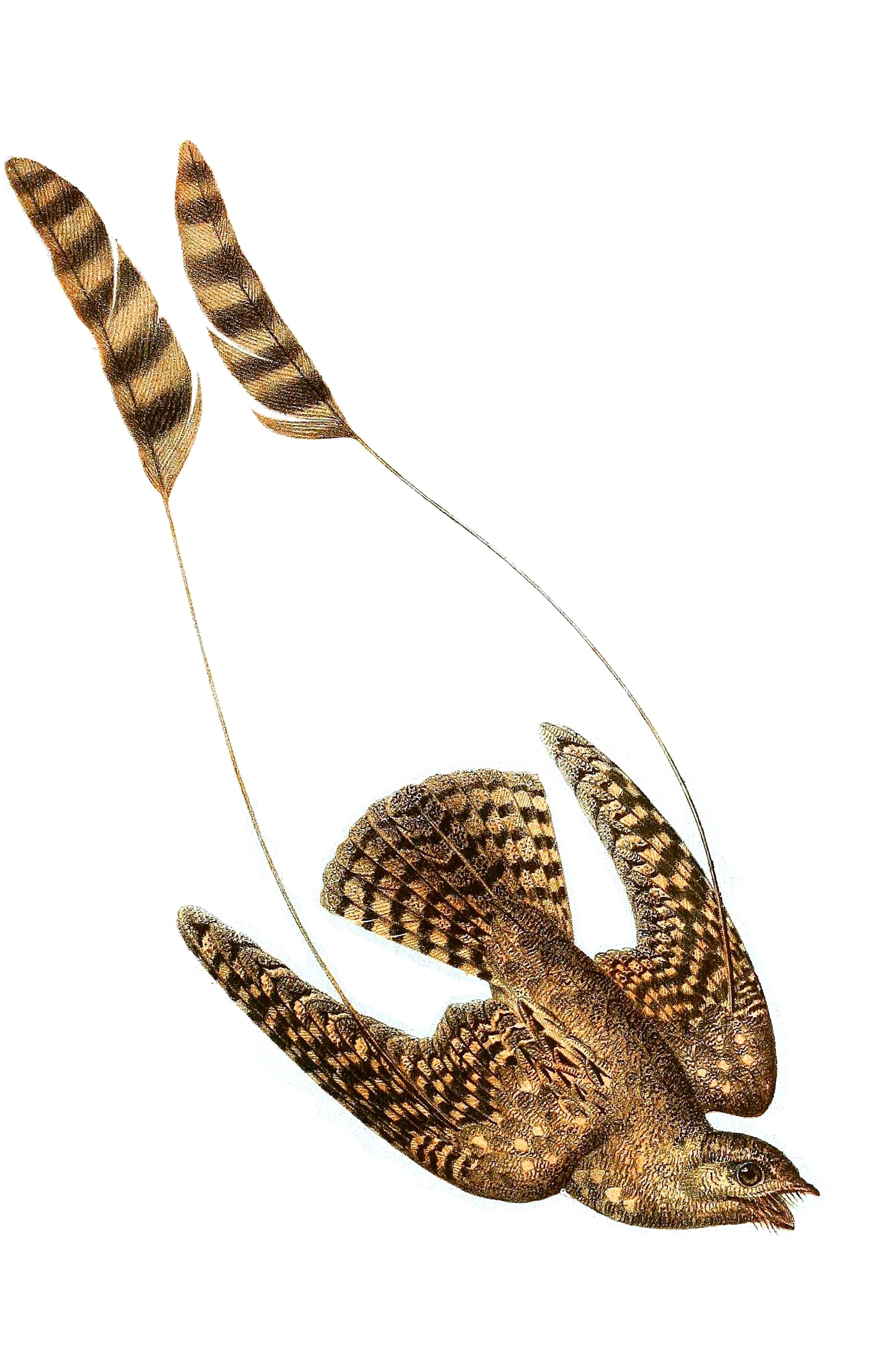
Dziwolotek flagopióry na rycinie z atlasu ptaków z 1864 roku

WyglądWystępuje wyraźny dymorfizm płciowy. Samice są jaśniejsze od samców, które w sezonie lęgowym mają na obu skrzydłach wydłużoną drugą od wewnątrz lotkę pierwszorzędową. Jest to duży gatunek lelka, o małym dziobie i ciemnych oczach. Cechuje go maskujące ubarwienie wierzchu ciała: brunatne, z szarobiałymi, płowymi i ciemnobrązowymi prążkami i plamkami. Na karku rdzawopłowa obroża. Samce mają białe gardło.
Wymiary
- długość ciała: 27 cm (bez wydłużonych lotek)
- rozpiętość skrzydeł: 43–47 cm
- masa ciała: 31–65 g

## Ekologia i zachowanie
BiotopLekko zalesiona sawanna, zarośla, polany leśne i otwarte tereny piaszczyste.
ZachowaniePoluje w nocy, w locie, nad terenami otwartymi.
PożywienieZjada latające owady, w tym szarańczę, ćmy, chrząszcze, muchy i latające termity.
GłosSamiec odzywa się nagłym, szczebioczącym ts-ts-ts-ts-ts, przypominającym owada.
LęgiSamiec kopuluje z kilkoma samicami. Lęg wyprowadza raz w roku. Składa na ziemi 1–2 jaja. Inne szczegóły nieznane.

## Status zagrożenia
Międzynarodowa Unia Ochrony Przyrody (IUCN) uznaje dziwolotka flagopiórego za gatunek najmniejszej troski (LC – Least Concern) nieprzerwanie od 1988 roku. Liczebność populacji nie została oszacowana, ale ptak ten opisywany jest jako szeroko rozprzestrzeniony i często spotykany w dużej części swego zasięgu lęgowego. Ze względu na brak dowodów na spadki liczebności bądź istotne zagrożenia dla gatunku BirdLife International ocenia trend liczebności populacji jako prawdopodobnie stabilny.